# Theodor Lessing
Theodor Lessing (Hanóver, 8 de febrero de 1872-Marienbad, 31 de agosto de 1933) fue un filósofo judío nacido en Alemania.
Según Theodore Ziolkowski (Virgil and the Moderns, p. 9) en Geschichte als Sinngebung des Sinnlosen (History as Giving Meaning to the Meaningless),

«Este crítico de la cultura [...], que escribió a la manera de Nietzsche, sostenía que la historia, puesto que carece de validez objetiva, no es más que un constructo mítico impuesto sobre una realidad incognoscible para darle alguna apariencia de sentido.»

## Biografía
Lessing nació en el seno de una familia judía de la alta burguesía. Su padre trabajaba como médico de las clases sociales altas de Hannover, su madre era hija de un banquero. Sus años como escolar quedaron en la memoria del propio Lessing como una etapa desgraciada de su vida: era un alumno mediocre y sólo con dificultad consiguió en 1892 aprobar la Abitur. Durante su etapa juvenil, mantuvo una relación de amistad con Ludwig Klages, quien en 1899 la finalizó (no se sabe a ciencia cierta si el motivo de esta ruptura hay que buscarlo en el supuesto antisemitismo de Klages).
Después de la Abitur comenzó a estudiar medicina en Friburgo de Brisgovia, en Bonn y finalmente en Múnich, donde, siguiendo los dictados del interés por la literatura, la filosofía y la psicología que ya había mostrado como escolar, cambió sus estudios. Finalizó sus estudios en filosofía con una  dissertation sobre el filósofo y estudioso de la lógica Afrikan Spir.
Sus aspiraciones de obtener una Habilitation (cátedra) en la Universidad de Dresde fracasaron ante la resistencia que se le opuso por su calidad de judío, socialista, además de defensor público del feminismo. Durante los años siguientes estuvo trabajando como profesor auxiliar y conferenciante, sin gozar de un puesto fijo (llevó a cabo, entre otras cosas, introducciones a la filosofía moderna en la Wartehalle de la Estación ferroviaria de Dresde).
En 1907 regresó a Hanover, donde estuvo trabajando como profesor contratado de filosofía en la Technische Hochschule Hannover (Universidad Técnica de Filosofía), asignatura también al margen de esta institución. 
Por sus conocimientos de medicina adquiridos durante su época de estudiante, Lessing se alistó voluntariamente al servicio médico militar a comienzos de la Primera Guerra Mundial, para evitar así que le enrolaran en la lucha al frente. Durante este periodo, sirvió como médico del hospital de campaña y trabajó como profesor. Escribió además la Geschichte als Sinngebung des Sinnlosen (La Historia como el sentido de la sinrazón). La censura militar impidió la publicación de este libro durante la guerra, puesto que Lessing adoptó en él una postura clara en contra del conflicto. Hasta 1919 no apareció publicado. 
Una vez finalizada la contienda, Lessing volvió a su puesto como profesor contratado en Hannover y a partir de 1919 levantó junto con su segunda esposa Ada Lessing, en Hannover-Linden la Universidad Popular. Paralelamente desarrolló desde 1923 una amplia actividad como publicista. Sobre todo los dos diarios democrático-republicanos Prager Tagblatt y Dortmunder Generalanzeiger publicaron artículos suyos, ensayos, glosas y folletínes, lo que le convirtió en uno de los escritores políticos más conocidos de la Weimarer Republik. 
El informe sobre el proceso abierto contra el asesino en serie Fritz Haarmann, a quien él mismo persiguió como testigo visual y que publicó en 1925, causó sensación, pues en él hizo patente el dudoso papel que la policía de Hannover (Haarmann era un confidente de la policía) desempeñó en este caso.
Este mismo año escribió un estudio de caracteres sobre los candidatos al cargo de presidente del Reich y sobre el posterior vencedor de las elecciones presidenciales Paul von Hindenburg, en el cual advertía contra la elección de este mismo. Describió al propio Hindenburg como una persona mediocre, sin aspiraciones intelectuales, pero que escondía unos peligrosos potenciales políticos:
«Según dice Platón, los filósofos deberían ser los políticos del pueblo. Un filósofo jamás aceptaría subir al trono en compañía de Hindenburg. Un simple signo representativo, un interrogante, un cero. Podríamos decir: 'Más vale un cero que un Nerón'. Pero, lamentablemente, la Historia demuestra que tras un cero siempre hay un futuro Nerón escondido.» (extraído de Hindenburg, publicado en el Prager Tagblatt el 25 de abril de 1925).
Con este artículo se atrajo la rivalidad cargada de odio de los ámbitos nacionalistas y de populistas. Los estudiantes fundaron un comité de lucha contra Lessing, se postulaba el boicot de sus clases, que se le retirara la venia legendi y su expulsión de la universidad, llegando a producirse actuaciones violentas en su universidad promovidas por estudiantes. Durante estas protestas, se hizo patente el trasfondo antisemita que las fundaba. Lessing obtuvo un parco apoyo por parte de la opinión pública y, especialmente, por parte del entorno universitario, profesores compañeros suyos se solidarizaron con las iniciativas de los detractores de Lessing, especialmente el 7 de junio de 1926, cuando unos mil estudiantes amenazaron con abandonar la TU Braunschweig. Después de que una excedencia de medio año, durante el semestre de invierno 1925/26, no consiguiera calmar la situación, Lessing y el ministro de cultura prusiano Carl Heinrich Becker decidieron, presionados, cesar el 18 de junio de 1926 su contrato como docente y su excedencia sin fecha con honorarios exiguos.
Tras la toma de poder por los nacionalsocialistas el 30 de enero de 1933, Lessing comenzó a preparar su huida de Alemania. El 1 de marzo huyó con su mujer Ada a la antigua Checoslovaquia instalándose en la famosa localidad de aguas termales Kurbad Marienbad. A partir de este momento, reanudó su actividad como publicista en lengua alemana en periódicos extranjeros. En junio de 1933, en los periódicos germano-checoslovacos se propagó la noticia de que se ofrecía una recompensa para aquel que lo secuestrara y entregara a las autoridades alemanas.
El 30 de agosto de 1933 los nacional-socialistas prepararon un atentado disparando a través de la ventana de su despacho e hiriéndole mortalmente. Al día siguiente moría a consecuencia de sus heridas los 61 años de edad en el hospital de Marienbad.

## Homenaje
La comisión general de estudiantes AStA de la Universidad de Hanover solicitó en noviembre de 2005 un cambio del nombre de la universidad, que se pasaría a llamar Theodor Lessing Universität. En enero de 2006 se llevó a cabo un referéndum en el que, no obstante, un 63,4 % de los estudiantes votaron en contra del cambio. A pesar de ello, la asociación AStA sigue denominando la actual Leibniz Universität Hannover la Universidad de Lessing.
El 7 de septiembre de 2006, durante la fiesta de apertura del semestre, se otorgó a la universidad popular de Hanover el nombre de Ada-und-Theodor-Lessing-Volkshochschule Hannover.

## Filosofía
Lessing, al igual que Oswald Spengler y Ludwig Klages se sitúa en la tradición del pesimismo filosófico y de la voluntad metafísica, que se remite a Arthur Schopenhauer: la experiencia fundamental del ser humano en el mundo es la necesidad y el sufrimiento. Sin embargo, Lessing no reacciona ante esta constatación como lo hiciera, p. ej. Schopenhauer, refugiándose en su esfera privada o alejándose de resto del mundo, sino que -en contra de sus tendencias personales- reacciona con una Filosofía de la acción.

## Obras
- Europa und Asien (Europa y Asia), 1918; quinta edición completamente reeditada: Leipzig 1930, con el subtítulo: Untergang der Erde am Geist(El ocaso de la tierra en el espíritu)
- Geschichte als Sinngebung des Sinnlosen (La historia como el sentido de la sinrazón), 1919; Leipzig: Reinicke Verlag 1927; Múnich: Matthes & Seitz, 1983, ISBN 3-88221-219-5
- Haarmann. Die Geschichte eines Werwolfs (Haarmann. La historia de un hombre-lobo), 1925
- Nietzsche, Berlín 1925; Múnichen: Matthes & Seitz, 1985. Con un colofón de Rita Bischof, ISBN 3-88221-358-2
- Meine Tiere (Mis animales), 1926
- Blumen (Flores), 1928
- Der jüdische Selbsthaß (El amor-odio de los judíos), 1930; Múnich: Matthes & Seitz, 2004, ISBN 3-88221-347-7
- Einmal und nie wieder (Una y no más). Recuerdo de lo heredado editado en 1935
- Die verfluchte Kultur (La cultura maldita), Matthes & Seitz 1981, ISBN 3-88221-325-6
- Jäö oder wie ein Franzose auszog um in Hannover das "raanste" Deutsch zu lernen (Theodore le Singe) (Jäö o de cómo un francés se fue a Hanover para aprender el alemán "más puro" (Theodore le Singe)), Hannover: Friedrich Gersbach Verlag, 1919. Nueva edición: Hannover: Schmorl & von Seefeld 2002, ISBN 3-936836-05-1
- Jörg Wollenberg (Editor): Theodor Lessing – Ausgewählte Schriften (Theodor Lessing: obras selectas). Donat Verlag Bremen
  - Volumen 1: Theodor Lessing: 'Bildung ist Schönheit' – Autobiographische Zeugnisse und Schriften zur Bildungsreform (Theodor Lessing: 'La formación es belleza'. Testimonios y escritos autobiográficos sobre la reforma de la enseñanza). Bremen 1995
  - Volumen 2: Theodor Lessing: 'Wir machen nicht mit!' – Schriften gegen den Nationalismus und zur Judenfrage (Theodor Lessing: '¡Nosotros no participamos!'. Disertaciones en contra del nacionalismo y sobre la causa judía). Bremen 1997
  - Volumen 3: Theodor Lessing: 'Theaterseele' und 'Tomi melkt die Moralkuh' – Schriften zu Theater und Literatur (Theodor Lessing: 'Alma de teatro' y 'Tomi ordeña la vaca Moral' – Disertaciones sobre teatro y literatura). Bremen 2003
- Nachtkritiken. Kleine Schriften 1906-1907 (Crítica nocturna. Pequeños ensayos 1906-1907). Editado y comentado por Rainer Marwedel. Göttingen: Wallstein Verlag, 2006, ISBN 978-3-89244-614-9

## Obras literarias
- Geschichte als Sinngebung des Sinnlosen (La historia como el sentido de la sinrazón). (Beck) 1919; Leipzig: Reinicke Verlag, 1927 OCLC 72170880; nueva edición: Múnich: Matthes & Seitz, 1983.  ISBN 3-88221-219-5
- Harmann. Die Geschichte eines Werwolfs (Harmann. La historia de un hombre-lobo), 1925
- Meine Tiere (Mis animales), 1926
- Blumen (Flores), 1928
- Jüdischer Selbsthaß (El auto-desprecio de los judíos), 1930
- Einmal und nie wieder (Una y no más). Recuerdos de lo heredado, editado en 1935
- Die verfluchte Kultur (La cultura maldita), Matthes & Seitz 1981. ISBN 3-88221-325-6